# Insieme chiuso-aperto
In topologia, un insieme chiuso-aperto in uno spazio topologico è un insieme contemporaneamente aperto e chiuso.

## Esempi
In uno spazio topologico X, l'insieme vuoto e l'intero spazio X sono entrambi chiusi-aperti.
Ora si consideri lo spazio X dato dall'unione dei due intervalli [0,1] e [2,3]. La topologia su X è ereditata come topologia di sottospazio dalla topologia ordinaria della retta reale R. In X, l'insieme [0,1] è chiuso-aperto, così come l'insieme [2,3]. Questo è un esempio abbastanza tipico: ogni volta che uno spazio è formato da un numero finito di componenti connesse disgiunte, le componenti saranno chiuse-aperte nella topologia relativa.
Come esempio meno banale, si consideri lo spazio Q di tutti i numeri razionali con la loro topologia ordinaria, e l'insieme A di tutti i numeri razionali positivi il cui quadrato è maggiore di 2. Usando il fatto che {\displaystyle {\sqrt[{}]{2}}} non è in Q, si può mostrare facilmente che A è un insieme chiuso-aperto di Q. (Si osservi che A non è un sottoinsieme chiuso-aperto della retta reale R; non è nemmeno chiuso o aperto in R.)

## Risultati ed ulteriori nozioni
- Uno spazio topologico X si dice connesso se gli unici insiemi chiusi-aperti sono l'insieme vuoto e X.
- Un insieme è chiuso-aperto se e solo se la sua frontiera è vuota.
- Ogni insieme chiuso-aperto è l'unione di componenti connesse (potenzialmente in numero infinito).
- Se tutte le componenti connesse di X sono aperte (ad esempio, se X ha solo un numero finito di componenti, o se X è localmente connesso), allora un insieme è chiuso-aperto in X se e solo se è una unione di componenti connesse.
- Uno spazio topologico X è discreto se e solo se tutti i suoi sottoinsiemi sono chiusi-aperti.
- Usando come operazioni l'unione e l'intersezione, i sottoinsiemi chiusi-aperti di un dato spazio topologico X formano una algebra di Boole. Curiosamente, ogni algebra di Boole può essere ottenuta in questo modo con un opportuno spazio topologico: vedi teorema di rappresentazione di Stone.